# Autonomní území Bougainville
Autonomní území Bougainville (dříve používaný název Severní Šalomounovy ostrovy) je autonomní území státu Papua Nová Guinea. Tvoří jej především ostrovy Bougainville a Buka, které geograficky patří do souostroví Šalomounových ostrovů, ale politicky nespadají do stejnojmenného státu, ale k Papui Nové Guineji. Od vyhlášení nezávislosti Papui Nové Guineji prošly tyto ostrovy bouřlivým vývojem a pokusem od odtržení od státu. V současné době je ostrovům poskytnuta široká autonomie a od 23. listopadu do 7. prosince 2019 zde probíhalo referendum o vyhlášení samostatnosti. Obyvatelé území v něm drtivou většinou rozhodli o tom, že si přejí nezávislost.
Od roku 1885 byly severní Šalomounovy ostrovy (tzn. Bougainville, Buka, Santa Isabel, Choiseul a další menší ostrovy) součástí německé kolonie Německá Nová Guinea. Roku 1900 přešly ostrovy Santa Izabel a Choiseul pod správu Velké Británie, Německu zůstaly Buka a Bougainville. Na začátku první světové války v roce 1914 se německé državy v regionu ocitly pod správu Austrálie jako teritorium Severovýchodní Nová Guinea. Když Papua Nová Guinea vyhlásila nezávislost, bougainvillští obyvatelé to nepřijali a pod vedením Bougainvillské revoluční armády (BRA) založili 1. září 1975 separatistickou Republiku Severních Šalomounových ostrovů, tzv. Republiku Meekamui. V následujícím roce novoguinejské jednotky povstání potlačily a ostrov získal širokou autonomii v rámci Papuy Nové Guiney. Po zrušení autonomie roku 1989 vypukly další nepokoje a 17. května 1990 vznikla nezávislá Republika Bougainville s prezidentem Theodorem Miriongem, kterou však kromě Šalomounových ostrovů žádný stát neuznal. Až v roce 1998 bylo uzavřeno příměří a postupně normalizována situace. Roku 2000 byla území poskytnuta široká autononomie. Roku 2001 vláda slíbila vyhlásit do deseti let referendum o nezávislosti. K dalším nepokojům došlo v roce 2005, kdy se vůdce skupin rebelů operujících ve vnitrozemí Francis Ona prohlásil králem Bougainville. Po jeho smrti ostrov ovládl stoupenec dohody s vládou Joseph Kabui, který se stal prezidentem autonomních Severních Šalomounových ostrovů.

## Referendum o nezávislosti

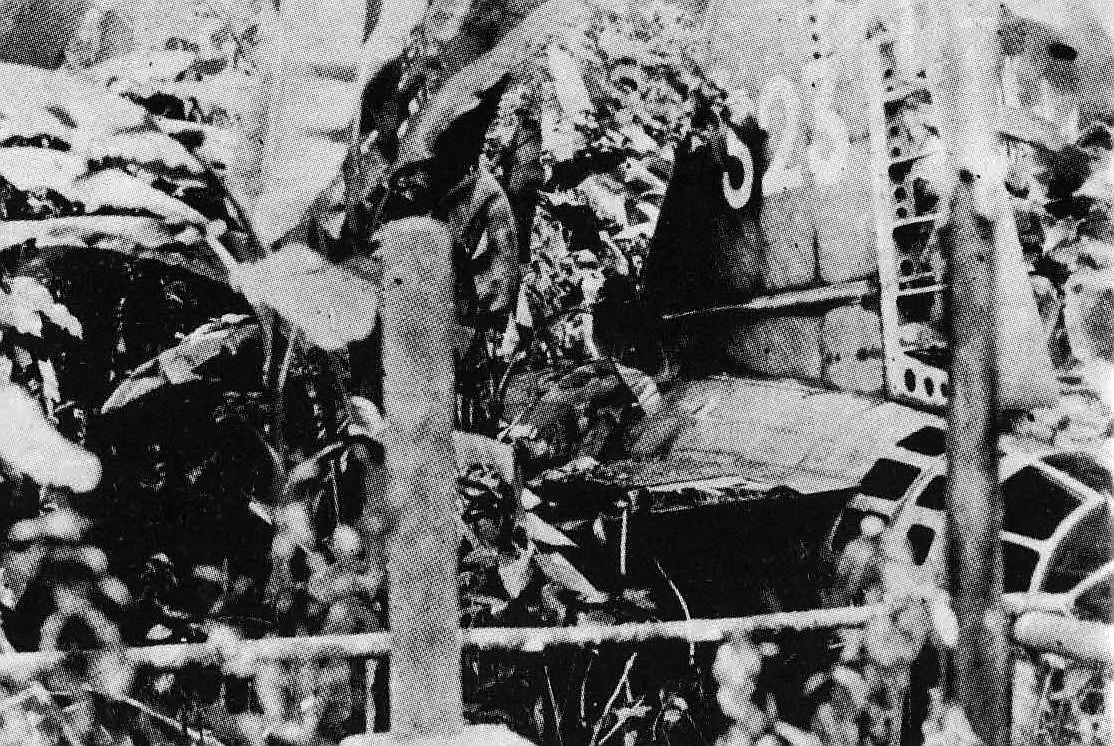
Sestřelený letoun admirála Jamamota

Dne 7. prosince 2019 proběhlo referendum o nezávislosti Autonomního území Bouágainville na státu Papua Nová Guinea. Referenda se zúčastnilo 181 067 obyvatel provincie, z nichž se 176 928 hlasujících, tj. 97,7 % vyslovilo pro nezávislost na Papui Nové Guineji. Výsledek referenda je pro parlament Papuy Nové Guineje nezávazný a konečné rozhodnutí závisí na jednání parlamentu.